# Daniela D'Angelo
Daniela D'Angelo (Roma, 16 giugno 1964) è una doppiatrice e direttrice del doppiaggio italiana.

## Biografia
Figlia dell'attore comico Gianfranco D'Angelo e sorella di Simona D'Angelo, debutta al suo fianco nel 1988 insieme alla sorella Simona in Odiens. Nel 1991 prende parte alla sitcom di Canale 5 Casa dolce casa (in onda per tre stagioni) dove interpreta proprio la figlia del protagonista.
Al cinema prende parte al film Svitati nel 1999. Nel 2004 ha un ruolo in un episodio della serie televisiva Un medico in famiglia. Ha lavorato anche come doppiatrice in alcuni film di animazione.
È attiva anche nella pubblicità.

## Filmografia
- Casa dolce casa – serie TV (1991-1994)
- Svitati, regia di Ezio Greggio (1999)
- Un medico in famiglia – serie TV, episodio 4x24 (2004)

## Doppiaggio

### Cinema
- Antonia San Juan in Il buco, Il buco - Capitolo 2
- Amy Morton in Tra le nuvole
- Wanda Sykes in Breaking News a Yuba County
- Mare Winningham in Biancaneve
- Molly Shannon in Horse Girl
- Laura Clifton in Alamo - Gli ultimi eroi
- Judy Hill in Red Rocket
- Elizabeth Rodriguez in Miami Vice
- Aisha Hinds in The Next Three Days
- Rebecca Marshall in Saw 3D - Il capitolo finale
- Tamela Mann in Madea: il ritorno
- Myra Lucretia Taylor in See You Yesterday
- Blake Lindsley in The Sessions - Gli incontri
- Dennisha Pratt in Franny
- Lucy Davenport in A cena con un cretino
- Eriko Tamura in Dragonball Evolution
- Nicola Walker in Thunderbirds
- Lucy Liemann in The Bourne Ultimatum - Il ritorno dello sciacallo
- Lorna Pitts in Weathering
- June Stein in Romance & Cigarettes
- Miki Mia in 40 anni vergine
- Tiffany Taylor in Diventeranno famosi
- Anita Vulesica in Buba
- Carmen Machi in Un amore di mamma
- Elena Jakovleva in The Crew - Missione impossibile
- Smadar Yaaron in Il giardino di limoni - Lemon Tree
- Jeon Hye-jin in The Terror, Live
- Natalie Tong in Out of Inferno
- Voce narrante in Kangaroo Valley - La valle dei canguri
- Ursula O. Robinson in Divorzio in nero
- Irma Jämhammar in Let Go

### Film d'animazione
- Signora Anderson in Toy Story 3 - La grande fuga, Toy Story 4
- Honey in Gli Incredibili - Una "normale" famiglia di supereroi
- Beniamina in Asterix e il regno degli dei
- Nancy Johnson in Eco Planet - Un pianeta da salvare
- Nubifragio in Il viaggio di Arlo
- Olga in Richard - Missione Africa

### Film Tv e miniserie
- Jeanne Balibar in La favorita del re
- Lisa Ryder in Segreti in paradiso

### Televisione
- Molly Shannon in Divorce, Only Murders in the Building
- Florencia Lozano e Margaret Colin in Gossip Girl
- Aisha Hinds in 9-1-1
- Jane Adams in Messiah
- Shola Adewusi in Bob Hearts Abishola
- Tracy Vilar in Maid
- Mary Grill in The Detour
- Anne Bedian in The Ex List
- Anne-Marie Duff in Sex Education
- Josette Simon in Crossfire - Bloccati nell'incubo
- Shola Adewusi in Chewing Gum
- Victoria Hill in Dance Academy
- Aixa Villagrán in La ragazza di neve
- Magdalena Kuta in La banda dei guanti verdi
- Füsun Demirel in Another Self
- Arantxa Aranguren in Il segreto
- Frances Callier in Hannah Montana
- Isabelle Renauld in Un cuore, due destini

### Cartoni animati
- Hattie McDoogal (st. 8+), Vyolet (st. 9) e altri personaggi in Futurama[2]
- Tempesta in Mermaid Magic

### Reality show
- Paula Abdul in American Idol